# 項羽と劉邦 (横山光輝の漫画)
『項羽と劉邦』（こううとりゅうほう）は、横山光輝による歴史漫画である。1987年から1992年まで「コミックトム」（潮出版社）に連載された。サブタイトルは『若き獅子たち』（連載時のタイトル）。単行本は全21巻（文庫版は全12巻）が潮出版社から発売されている。

## 概要
江戸時代の元禄年間に刊行された『通俗漢楚軍談』 をベースとしながら『史記』も参照して成立している。張良の始皇帝暗殺未遂と始皇帝の死から、陳勝・呉広の乱、楚漢戦争での項羽の死までを描く。樊噲が韓信に嫉妬するなど（実際には樊噲は韓信を尊敬していた）、一部史実と異なる脚色がされている。また、物語は項羽の死をもって終了しており、その後の劉邦治世下における功臣粛清、呂一族の台頭などの部分についてはばっさりとカットされている。これは「この後の劉邦を描きたくない」という横山の意向である。ただし、横山の別作品である『史記』では、本作に比してダイジェスト的になりながらも、その後の時代についても描いている。

## あらすじ
中国史上初の皇帝になった秦の始皇帝は各国を巡り、その威光を広めていた。ある日、始皇帝がうたた寝をすると不思議な夢を見る。日輪が落ちてきて、東から青い服を着た子供と南から赤い服を着た子供が現れ、日輪を巡り喧嘩を始める。青い服の子供が赤い服の子供を72発殴るが、赤い服の子供が1発殴ると青い服の子供が息絶えた。始皇帝が赤い服の子供に素性を尋ねると、「私は堯、舜の末裔…豊沛に生まれ咸陽に入り、ここに義を立て400年の基礎を造る」と言い日輪を手中に治め去っていく、そして始皇帝は夢から覚める。
始皇帝は秦の天下が脅かされることを懸念し、不老長寿の薬の探索を命じる。さらに、盧生が持ち帰った仙書から発見された「秦を滅ぼす者は胡ならん」という言葉から北方の異民族の胡が秦の脅威となると思い、万里の長城の建設を命じる。一方で、「この国は新しく生まれ変わった」として、法こそが天下を統治する道だと頑なに信じる始皇帝は、その政治に反対する者を焚書坑儒という残忍な手段で取り締まる。秦の政治に暗い影が差し始めていた…。
（以上、第1巻途中まで）

## タイトル
| 巻 | 副題         | 内容 |
| -- | ------------ | --- |
| 1  | 秦の始皇帝   | 封禅、徐福の東海への出航、焚書坑儒、張良による始皇帝暗殺未遂事件、始皇帝の死。                             |
| 2  | 大動乱       | 劉邦の逃亡、項梁の旗揚げ。                                                                                 |
| 3  | 秦軍大反攻   | 項梁、章邯に敗死。                                                                                         |
| 4  | 項羽の快進撃 | 項羽、宋義を討つ。馬鹿の故事、章邯、項羽に降伏。                                                           |
| 5  | 関中争奪戦   | 関中王を目指す項羽と劉邦の争い。                                                                           |
| 6  | 鴻門の会     | 劉邦咸陽入城、鴻門の会、秦王子嬰処刑される。                                                               |
| 7  | 咸陽炎上     | 阿房宮焼かれる、劉邦、漢中に封じられる。                                                                   |
| 8  | 関中脱出     | 韓生、諫言をし煮殺される、義帝の暗殺、韓信が劉邦に仕官するが逃亡し、蕭何、夏侯嬰が連れ戻す。               |
| 9  | 大元帥誕生   | 韓信、大元帥となる。樊噲がこの決定に異を唱え、処罰されそうになるが許される。                               |
| 10 | 水火の計     | 章邯らを破り劉邦、関中（三秦）を手に入れる。                                                               |
| 11 | 張良暗躍     | 韓信が咸陽を陥落させる。張良の説得で多くの王が劉邦側につく。                                               |
| 12 | 咸陽発進     | 陳平、項羽を見限り劉邦の下に奔る、韓信に代わり魏豹が大元帥に任じられる。                                   |
| 13 | 睢水の合戦   | 劉邦、彭城を落とすも、斉から精鋭を連れて戻った項羽に大敗北を喫する（彭城の戦い）。英布、項羽から離反。     |
| 14 | 韓信の復帰   | 韓信、大元帥に復帰、項羽との戦いで戦車を用い勝利。魏豹、劉邦から離反。                                     |
| 15 | 孝子王陵     | 魏豹敗れる、王陵が防戦に活躍し、項羽は母親を人質に取り王陵に降伏を促そうとするが、母親に自害され失敗する。 |
| 16 | 窮余の策     | 韓信、背水の陣により陳余を破り、李左車の献策で燕を降す。范増、陳平の反間の計で項羽の下を去り死ぬ。         |
| 17 | 劉邦の反撃   | 劉邦、紀信が身代わりとなり難を逃れる、樅公、周苛、項羽に捕らわれるも寝返りを断り死を選ぶ。                 |
| 18 | 韓信斉奪取   | 酈食其が説客として斉王の説得に成功するが、蒯通の勧めで韓信斉を攻め滅ぼす、酈食其は斉王に煮殺される。       |
| 19 | 漢楚和睦策   | 項羽、劉太公を殺すと劉邦に宣言。劉邦和睦を決意、侯公が使者に赴く。                                         |
| 20 | 垓下への道   | 和睦の後、劉邦項羽を攻めるが、韓信、英布らの援軍がなく苦境に立つ。                                         |
| 21 | 四面楚歌     | 四面楚歌、虞美人の死、項羽の最期。                                                                         |

## 登場人物

### 秦
始皇帝
中国の統一者となり、秦の初代皇帝の位につく。長生きをして秦帝国の繁栄を確かなものとするため、不老長寿の薬を望むが、手に入れることはできなかった。法治国家の建設に強いこだわりを示し、そのために焚書坑儒を始めとする悪政をやってのける。劉邦の住む沛県の方角に不穏な気配を感じるが、「気の迷い」ということで李斯に片づけられてしまう。大陸の巡幸の途中、50歳で死去する。
胡亥
始皇帝の末子。趙高の思惑により二世皇帝となる。そして彼の言うままに子作りに励むようになるが、それは実質的には酒と女におぼれる享楽の日々を過ごすことであった。趙高の意図により世の中のことをよく知らなかったが、劉邦の軍が咸陽に迫っていると知り、趙高を詰問する。これに危険を感じた趙高がクーデターを起こしたことで、趙高配下の閻楽によって自害に追い込まれる。
子嬰
扶蘇の子。叔父胡亥の死後、人心の混乱を収めるため、趙高により秦の王となる。王位につく前、秦の癌として趙高を誅殺し、その一族を処刑する。しかし反秦の勢いは止められず、劉邦に降伏する。劉邦からは身の安全を保証されるが、その後に秦に入った項羽に引き渡され、「暴政の責任者」として処刑される。
趙高
権勢欲の強い宦官で、始皇帝の死後、自分に都合のよい胡亥を帝位につけ、邪魔者となる面々を除き丞相となる。自分が権勢をふるうのに都合がいいように、世の中のことは胡亥に告げずにきたが、責任を問われて処刑される危険が出てきたため、胡亥を殺害して「帝位を狙うものが現れないようにするため」子嬰を秦王とする。しかし、用済みとして殺されることを読んだ子嬰の策により、一族ことごとく殺される。
李斯
丞相。始皇帝の片腕。趙高と共に胡亥を帝位につけるが、やがて邪魔者と見なした趙高の讒言で謀反の濡れ衣を着せられて、一族ことごとく処刑される。彼の失脚後、趙高が丞相となる。
扶蘇
始皇帝の長子。父に焚書坑儒のことを諫言したが聞き入れられず、蒙恬のもとへ遣わされる。始皇帝の死後、扱いにくいと判断した趙高の陰謀により始皇帝から自害を迫られる形をとられ、それに従って命を絶つ。
蒙恬
仙書の「秦を滅ぼす者は胡ならん」という記述を恐れた始皇帝により、胡との国境に万里の長城を築くことを命じられる。扶蘇の死後、趙高と李斯に謀反の疑いをかけられ、「一人だけ責任をとって死ねば一族は罪に問われない」と迫られて、自害して果てる。
章邯
幾多の戦を経験した秦の名将。「緩兵の計」を用いて項梁を定陶で敗死させる。その後、趙の鉅鹿を攻めるが、救援に駆けつけた項羽に敗れる。その後、章邯を恐れ兵権を握ることを狙った趙高の陰謀で援軍は来ず、一族を皆殺しにされたこともあり、使者として来た趙高の甥の趙常を処刑して降伏する。秦滅亡後、雍王となったが韓信の率いる漢軍に敗れ、自害して果てる。
司馬欣
章邯の副官として共に戦うが、項羽に敗れた後、塞王とされる。劉邦に降伏した後、軍に加わるが、睢水の合戦の際、項羽に再度降伏するも許されず処刑される。
董翳
章邯の副官として共に戦うが、項羽に敗れた後、翟王とされる。劉邦に降伏した後、軍に加わるが、睢水の合戦の際、項羽に再度降伏するも許されず処刑される。
王離
章邯の武将で、渉間とともに項羽と戦うが、ともに捕虜にされる。項羽から帰順を促されるが、拒否して処刑される。
渉間
章邯の武将で、王離とともに項羽と戦うが、ともに捕虜にされる。項羽から帰順を促されたが、拒否して処刑される。
蘇角
章邯の武将で、夜襲を献策して、楚軍を滅ぼそうとするが、范増の策を受けた項羽に返り討ちにされ、かえって項羽に討ち取られる。
李由
章邯の武将で、三川太守（『史記』では郡守）も兼務した。 李斯の長子でもある。項羽一族の項明を討ち取るが、その後項羽の襲撃を受けて項羽に討ち取られる。
徐福
宗無忌の家に滞在中、始皇帝に召しだされて東海の不老長寿の薬を求めて出航する。しかしそれきり消息を絶ってしまう。
盧生
なかなか帰還しない徐福を探すよう、始皇帝に命令されるが果たせず、東華山の仙人から仙書を授かり持ち帰り、そのおかげで罪に問われずに済む。本作では侯生とともに専横的な始皇帝を見限って、逐電したことは触れていない。

### 項羽陣営
項羽
本作の一方の主人公。叔父の項梁に従い旗揚げする。項梁の死後は章邯と激戦を繰り広げて打ち破り、これを降す。咸陽制圧の劉邦との競争では、おくれをとるまいと「恐れを抱かせ逃亡させるため」に敵を皆殺しにしながら兵を進め、そのために激しい抵抗を受け、かえって進軍が遅れたことから一番乗りを逃してしまう。しかし劉邦の家臣になるつもりはさらさらなく、自ら西楚の覇王と名乗り、劉邦を屈服させて漢王に任じ、僻地に追いやる。自らの武勇に絶対的な自信を持ち、垓下の戦いでは英布・王陵・曹参・周勃といった猛将たちを含む8人の大将を相手に互角以上の戦いを見せ、次々と蹴散らすなど、桁違いの豪勇を誇る。その強さには韓信や李左車も頭を悩ませ、垓下の戦いでは包囲網を突破される危惧を抱かせる。しかし知略においては土地や兵糧の重要性を軽視し、劉邦や韓信を「小役人上がり」「臆病者」と過小評価する。性格においても、身内には寛大に接するが、激昂すると配下の言葉にも耳を貸さなくなる、満座の中で配下を一方的に罵倒するなど自己中心で傲慢な面がある。また秦の降兵20万の虐殺、始皇帝の墓を暴くなど（それらの暴挙を実行したのはほとんど英布である）、気性の激しさゆえの残虐な振る舞いも目立ち、それらが災いして范増や陳平と言った腹心たちを失ってしまう。最期は「天が自分を見放した」と判断し、会稽への逃走中に追いついた呂馬通（雍王章邯の旧武将）に対して、「同郷のよしみに手柄を立てさせてやる」と言って自害して果てる。
項梁
項羽の叔父。会稽の顔役で、太守殷通を殺して旗揚げする。韓信（『史記』では宋義）の忠告を聞かずに章邯を侮ったのが禍して、定陶で章邯に敗死する。
虞美人
項羽が愛馬の烏騅を手に入れた会稽郡の村の長老の娘。作中では主に「虞姫」と呼ばれる。睢水の戦いの直前に、劉邦の側室にされかけるが弟に救助される。
項羽は諸将の意見に耳を貸さない時も、彼女の意見にだけは耳を貸す。敵の策にかかり意気消沈する項羽を明るく励ますなど、気立てのいい性格。
垓下の戦いで追いつめられた項羽は「虞姫だけは生きていてほしい」と願い、彼女を置いていこうとするが、一方の虞美人は「足手まといとおっしゃるならここで死を賜ってくださりませ」と訴え、自害して果てる。
虞子期
虞美人の弟。睢水の戦いの直前に、劉邦の側室にされかけた姉を救助して、項羽のもとへ護送する。
滎陽では項羽の命を受けて、和睦の使者として劉邦の下へ向かうが、張良と陳平の策にはまって、偽装された范増の竹簡の密書の一部を切り取って、項羽に見せて、范増が項羽の下を去る要因を作る。
垓下の戦いで姉が自害して、葬られた墓の前で「こんな場所で一人で眠るのは寂しいでしょう」と告げ、その後を追って殉死する。
范増
軍師。項梁の命を受けた季布に説得されて楚軍に加わる。項羽からは最も信頼され、「亜父（父に次ぐ者の意）」と呼ばれる。劉邦の存在を危険視し、彼に油断するなとたびたび項羽に忠告する。秦滅亡後に表向きは褒賞、実質的には左遷として劉邦を漢中に封じ込める。陳平の反間の計により、項羽に疑われたことから、引退を願い出るが、故郷に帰る途上、背中のできものが原因で亡くなる。「死ぬまで自らの無実を訴え続けていた」という従者の報告を聞いた項羽は、「人間は死ぬ間際まで嘘はつかん」と彼の無実を悟り、後悔の念に苛まれる。
住民の虐殺や義帝を謀殺、秦打倒後に善政を行わない項羽をたびたび諌めるなど良識ある人物だが、項羽の苛烈な性格を前に、あまり聞き入れられなかった。また、星占いや相手の運気を見破ることにも長けており、劉邦を「凄まじい運気の持ち主、真に仕えるべきはこの方だった」と内心では思うが、圧倒的な武威を誇る項羽を天下人にしようと足掻き続ける。事実上の追放後に病に倒れた際には「誤って項羽に仕え、多くの人々を死に追いやったのだから、惨たらしく死ぬのは当然。仕えるべき主を間違えたのは無念だ」と項羽に仕えてしまったことの後悔を従者に漏らすが、この言葉は項羽に伝えられることはなかった。
項荘
項羽の従兄弟。鴻門の会の際、范増の命により剣舞を見せて、隙を狙って劉邦を討とうとするが、項伯の阻止と樊噲の乱入により果たせずに終わる。その後は季布とともに活躍する場面が多い。
項伯
項羽の叔父。昔の恩人であり親友でもある張良を助けようとして劉邦の陣へ赴き、その際に劉邦と張良の釈明を受けて鴻門の会の段取りをつける。范増の死後、楚軍の軍師となる。身内を重視する項羽に重用されるが、一方で常に叔父ではなく家臣としての扱いを受けている（鴻門の会の頃は叔父として項羽は敬語を使っている）。李左車が仕官を求めた際に面接を行って項羽に引き合わせたため、李左車が裏切り者だったことが判明した際には項羽から激しく詰られ、愛想を尽かしている。垓下の戦いで四面楚歌の状況に陥った際は、親友である張良を頼って漢軍に降る。
季布
項梁の旗揚げの頃から楚軍に従属する。鍾離眛と共に項羽の重臣で、項荘とともに活躍する。後の四面楚歌の折は「楚の再建のため」と称し、鍾離眛と共に雑兵にまじって逃げ出す。
本作ではこれ以降は登場しないが、劉邦は自身を散々に痛めつけた季布の指名手配書を出すも、ある侠客の仲介によって許されて郎中に任じられた。
鍾離眛
項梁の旗揚げの頃から楚軍に従属する。劉太公が楚軍の手中に渡った際は、彼を用いて劉邦を脅迫するよう何度も項羽に勧める。季布と共に項羽の重臣だったが、四面楚歌の折は「楚の再建のため」と称し、雑兵にまじって逃げ出す。本作では読みは「しょうりばつ」ではなく「しょうりまい」とされている。
本作ではこれ以降の出番はないが、後に郷里が近い友人の韓信に保護されるも、劉邦の命で死に追いやられている。
周殷
楚の舒六（九江）の守将。漢楚の最終決戦の際は日和見を決め込み、項羽の使者に対して「盗賊退治を済ませてから参戦する」と言って出陣を拒む。
呉丹
楚の武将で滎陽城を守備する。劉邦の攻略をうけ、家臣たちに諫められて劉邦に降る。後に漢楚の最終決戦の際は、滎陽城から逃れて会稽太守となり項羽の使者に対して、家臣の鄭京の助言で援軍に応じる。
周蘭
慎重派の武将。龍且の副将として韓信と戦うも敗れて、辛うじて逃亡する。漢との最終決戦の際は守りを固めて兵糧攻めに持ち込むことを主張し、撃って出ることを主張する李左車と対立するが、項羽は李左車の意見を採用。結果として項羽はおびき出されることになる。四面楚歌の状況に陥った際も桓楚と共に項羽に殉ずる覚悟を決め、曹参の軍と正面衝突して追いつめられ、自害して果てる。
桓楚
もともとは会稽郡付近の塗山の山賊の頭目で鼎を持ち上げた項羽に圧倒されて、その説得に応じ、于英（羽嬰?）と共に配下に加わる。昔なじみの英布を項羽の配下に加わらせる。四面楚歌の状況に陥った際も周蘭と共に項羽に殉ずる覚悟を決め、曹参の軍と正面衝突して追いつめられ、自害して果てる。
龍且
項羽に背いた英布の討伐を項羽に命じられて敗走させる。斉の救援に向かった際、逃げる漢軍を追って渡河したところ、韓信の堰を切る計略で孤立し、最後は曹参に討ち取られる。
武渉
楚の大夫。斉を制圧した韓信を楚に戻るよう説得しようとするが、失敗する。
曹咎
項羽が劉邦から奪った成皋の守備を命じられる。しかし、成皋の奪回に動き出した漢の軍勢の罵詈雑言にはじめは耐えたが、漢軍が自分のみならず自分の父母や祖父母の泥でできた像をも作ってそれを破壊した行為に激怒し、討って出る。しかし、漢軍に包囲されて船上で矢に浴びられて自害して果てる。本作では先述のとおり、史実では共に戦った司馬欣は既に処刑されているため、単独で成皋を守っている。
雍歯
劉邦が睢水の戦いで敗走するときに、丁公とともに項羽の武将として劉邦一行を追撃したが、丁公が劉邦を見逃したこともあり、見つけることは叶わなかった。
本作では劉邦と同郷で、王陵と親しく彼を何度も裏切り続けて、最終的に劉邦に帰順して列侯になったことは触れていない。

### 劉邦陣営
劉邦
本作のもう一人の主人公。酒と美女をこよなく愛する沛県の亭長（小役人）。呂文から股下に古代中国で吉数の72のほくろがあることと優れた人相を気に入られ、呂文の娘・呂雉（のちに前漢の代では呂后と呼ばれる）を娶ることになる。その後芒碭山の盗賊にまで身を落とすが、やがて秦打倒のために旗揚げし、項梁の軍に加わる。仁徳ある姿勢から人望が厚く、多くの優れた家臣が集まる。咸陽一番乗りを果たすが、項羽との実力差から雌伏を味わう。その後韓信や張良らの活躍により項羽を倒し、漢王朝を確立する。
窮地に陥ると「韓信はどうした、なぜやってこん」などとわめき散らしたり、兵が足らなくなったからと韓信から兵を取り上げたり、自分の優柔不断のせいで項羽が態勢を立て直し逆に漢軍が窮地に陥ったのに、張良らに対し「お前たちがすぐに項羽を討てるように申したからこうなったのじゃぞ」と詰め寄ったりするなど自分勝手な面も目立つが、そういう失敗が逆に人間味に溢れ、助けたくなると有利に働く。寛大な人柄で部下の進言を積極的に取り入れ、天下統一の中で将軍としての礼節を身につけていく。
呂雉
劉邦の妻。当初は沛県の県令に嫁ぐはずであったが、父・呂文が人物を見込んで劉邦に嫁ぐ。
劉盈
劉邦と呂雉の息子。睢水の合戦で敗れた際、夏侯嬰に楚軍から奪い返される。名前は魯元公主と共に本編で未呼称で、本作では敗走の途中に劉邦に馬車から突き落とされたエピソードは採用されていない。
魯元公主
劉邦と呂雉の娘。睢水の合戦で敗れた際、夏侯嬰に楚軍から奪い返される。
劉太公
劉邦の父。項羽に捕らえられた後、降伏しなければ煮殺すと劉邦への脅迫に利用される。その後両国が和睦になったことから解放される。
張良
もとは韓の家臣で、始皇帝の暗殺に失敗した後、韓王を擁立する。まもなく酈食其の推挙で劉邦陣営に加わり、漢の軍師となる。同時に説客としても活躍する。
作中では子供達の間で項羽に彭城への遷都を促す歌を流行らせる裏工作を行うなど、謀略を発揮する。
蕭何
漢の丞相。もとは沛県の役人。劉邦の旗揚げ当初から従軍する。咸陽宮に入城した時は諸将が財宝の分配に血眼になっているなか、一人書庫に向かい行政書類や地理書を収容し、のちにこれが項羽との戦争で大いに役立つことになる。韓信が脱走した際に必死に連れ戻そうと追いかけ、劉邦に何度も進言して韓信を起用させる。項羽との戦いでは後方に位置し、補給を担当し、漢軍に一度も飢えを覚えさせなかった。
作中では楚軍の弱点として「彼のような兵糧を管理する人物がいなかった」ことが挙げられている。
韓信
当初は項梁に仕官を申し出て、才能を見込んだ范増の進言もあって警備兵として召し抱えられる。范増は韓信の才能を見抜き、重用しないのならば殺すように項羽に進言するが、項羽は「股くぐりの臆病者」という噂から重用しない。項羽に愛想をつかし、項羽陣営から劉邦陣営に加わる。本作では有能な人材を探し求める「招賢館」を訪ね、蕭何と夏侯嬰にその才能を認めさせる。しかし劉邦にも過去の噂からやはり重用されなかったため、脱走を図るが蕭何と夏侯嬰に連れ戻される。その後、張良にも認められる人物であったことから大元帥に任命されるが、睢水の合戦の前に任を解かれる。自尊心を傷つけられてしばらく閉居するが、張良の国を挙げた大芝居により復帰する。敗北した劉邦からたびたび軍勢を召し上げられるが、趙、燕、斉を降す。かなりの自信家で、自らの豪語する通り軍事的才能は非常に優秀で、戦闘では無敗を誇るが、政治的な駆け引きには疎く、実直な一面を見せる。
後に劉邦の猜疑心の的となり、追い詰められて謀反を企てて、召使いの密告で呂雉によって誅殺されるが、本作では説明書きなどで何度か暗示されるのみである。
彭越
野盗の出身。何度も楚軍の糧道を断ち、撤退に追いやらせる。
本作では、漢統一後に、謀反の疑いで呂雉に誅殺されることは触れてない。
英布
別名「黥布」。桓楚の旧知でもとは楚の配下であり、尊大な性格で自尊心が強い。項羽の命で20万の秦軍を生き埋めにしたり、義帝を暗殺したりする。しかし、鍾離眛とともに劉太公・呂雉を人質にすることに失敗して項羽に万座で罵倒されたことに不快感を抱き、国に引きこもる。睢水の合戦の前に項羽より出撃するよう命じられるが病気と称して動かない。その後、随何の説得によって、家臣の費赫を従えて劉邦陣営につく決意をするが、龍且の大軍に攻められて妻子を失う。その後は漢における重要な人材の一人となる。
本作では、韓信と彭越が相次いで誅殺されると、反乱を起こして劉邦の親征の軍勢と激戦することは触れていない。
王陵
范増から人物評を聞き、面白そうな男と思った項羽に、母親を捕らえられる。そして「母親を助けたくば楚に降伏せよ」と促そうとするが、「自分がいると王陵の心が乱れるのではないか」と思った母親は自害して果て、王陵は復讐心に燃える。
張耳
親友だった陳余とのすれ違いで一族を皆殺しにされ、仁徳の誉れ高い劉邦のもとに走る。「北伐」の折はかつての親友であり一族の仇でもある陳余と対峙し、これを討ち取る。
樊噲
劉邦とは兄弟同然の間柄の猛将。彼の旗揚げ当初から従軍する。呂文の見込みにより、その娘・呂須（呂雉の妹）を妻にもらう。そのために劉邦の義弟となる。
鴻門の会で劉邦を救うが、新しく大元帥を任命する儀式で韓信が大元帥になることに反発し、それを罪に問われて危うく処刑されそうになるが、蕭何のはからいにより恩赦となる。その後は韓信の指揮のもとで活躍し、楚との最終決戦では優れた視力を活かし、漢軍全体の「目」となる役目を担う。
曹参
蕭何と共に沛県では人望のある役人で、劉邦の旗揚げの際に傘下に加わる。
後に韓信を補佐して、活躍する。
周勃
当初は韓信の大元帥任命に得心できなかったが、壇上での劉邦との対話を聞き、認識を改める。
夏侯嬰
蕭何と共に韓信を強く推挙する。睢水の戦いでは、項羽に撃破された劉邦を懸命に護衛した。
灌嬰
洛川の人（『史記』では梁の睢陽の人）。百人の盗賊を一人で片づけたと言われる豪傑で、名を明かさずに劉邦に面会しようとしたため劉邦の家臣たちと衝突し、樊噲と互角の一騎討ちを繰り広げる。直後に秦打倒に臨む劉邦の家臣となる。
劉賈
劉邦の従兄弟で漢軍の武将の一人。彭越の食料庫襲撃を盧綰とともに援助する。
盧綰
漢軍の武将の一人。韓信の指揮下で項羽の軍勢と戦う。また彭越の食料庫襲撃を劉賈とともに援助する。
柴武
漢軍の武将の一人。韓信の指揮下で項羽の軍勢と戦う。
陳平
もとは魏の家臣だったが、重用されなかったために項羽につく。劉邦に好感を抱き、鴻門の会では彼が九死に一生を得る一因を作る。その後項羽の怒りを買って官位を剥奪されたことから劉邦のもとに走る。劉邦の陣営に加わった後は謀臣として張良とともに劉邦を支える。
天下統一後、蕭何のあとの丞相となるが、本作では触れられない。
酈食其
酒狂人を装って名君を探し求めていたが、高陽太守の王徳の推挙で劉邦に会い、彼に仕官する。さらに知人の陳留太守の陳同を説得して、これを帰順させた功績で、劉邦から「広野君」に封じられる。張良は彼の献策により劉邦に与することとなる。説客として斉王のもとに赴き説得に成功するが、説得工作について功を焦った酈食其からの連絡がなかったことに不審を抱き、また自らも功を焦った韓信の攻撃により騙されたと思った斉王に煮殺される。死に際に「こんなことをしてはお前もろくな死に方はせんぞ」と韓信の末路を予感させるモノローグが入っている。
魏無知
旧知の陳平を劉邦に推薦する。新参の身で都尉に任命された陳平を嫉視した家臣たちの讒言をうけた劉邦に、陳平を推薦したことを糾弾されたときは、「道徳家を薦めたのではなく陳平の大いなる才能をお薦めした」と陳平を擁護する。
紀信
落城寸前の滎陽城から脱出する劉邦の身代わりを務め、その心がけを項羽に称賛される。項羽は自分の家臣になるよう誘うが、それをはねつけ、さらに項羽を「猿」と侮辱したため怒りを買い、火あぶりにされる。
樅公
留守の滎陽を守備するも項羽に敗れて、季布からの降伏の誘いをはねつけて打ち首となる。
周苛
留守の滎陽を守備するも項羽に敗れ、降伏の誘いをはねつけて項羽を「猿」と罵倒し、激しい怒りを買って自ら茹でられた釜の中に飛び込む。
靳彊
漢軍の武将の一人。韓信の指揮下で項羽の軍勢と戦う。
陸賈
洛陽の人（『史記』では楚の人）。魏豹や申陽を説得しようとするが、家族の面倒を見てくれた親友の申陽に対し情に流されてしまう。一時は彼のために劉邦を裏切ろうとするも、張良の説得工作の後、劉邦に謝罪して傘下に戻り、韓信の下に配属される。斉王になった韓信が説客の蒯通から劉邦から独立するように促されると突如現れて、それを阻止する。
随何
儒者。英布の説得などに貢献する。
叔孫通
王陵の母が項羽に捕らわれた際に、劉邦から王陵の母を救うべく使者として項羽の陣営に向かう。しかし、王陵の母は息子の項羽への帰順を否定すべく自害する。
その際、叔孫通は項羽に味方するそぶりを見せ、王陵ら楚に味方する気のある者を口説いてくると偽り、さらに「城内には迎撃に十分な兵がおり、韓信は彭城や諸国を蹂躙した後、楚軍を挟撃しようとしている」とでたらめの計略を項羽に告げて戻る。報告を受けた劉邦は、張良の策を採用し、王陵らの謀反が失敗したように見せかけるため、王陵と叔孫通に似た囚人を斬首して城門に晒し項羽を欺く。そして前述の嘘の計略を危惧した項羽は、彭城へと撤退する。
曹無傷
「劉邦が宝庫の財宝を独占した」と項羽に讒訴し、それを聞いた劉邦により打ち首となる。

### その他
蒼海公
本名は黎。秦の暴政を取り除こうという張良の話を聞き、近づく。陽武県博浪沙を巡幸している始皇帝の車に、重さ百斤の鉄槌を命中させるが、始皇帝は副車に乗っており失敗に終わる。秦兵に捕らえられ拷問を受け、自害して果てる。
陳勝
張楚王。漁陽の工事現場に向かう途中で足止めされて打ち首を悟り、「ここで死ぬぐらいならば名を残して死のう」と、反乱を起こして大勢力となる。しかしその目的が「成功すれば自分が王侯に代わることもできる」という私利私欲のためであったこともあり、秦軍に敗れた上、味方の荘賈（本作では御者ではなく将の一人である）に裏切られて最期を遂げる。
なお、反乱の中心となったもう一人の人物である呉広については、本作では触れられていない。
田儋
斉王。章邯の攻撃を受けた魏王魏咎の要請を受けて自ら討伐に向かう。しかし章邯が派遣した司馬欣に大敗した挙句に、彼によって討ち取られる。本作では従弟の田栄・田横兄弟と従子の田広、および登場しない子の田巿の親族関係は触れられていない。
魏咎
魏王。章邯の攻撃を受けたために、斉と楚に援軍を求める。しかしいずれも秦軍に撃ち破られたため、慌てて城から脱出する。
本作では弟（従弟とも）の魏豹との親族関係や、かつての配下の陳平のことは触れられていない。
義帝
名は「米心」（『史記』では羋心または熊心）。鍾離眛により探し出され、楚王の位につき、秦打倒の旗印となる。祖父と同じ「懐王」を名乗り、秦滅亡後は皇帝に即位する。「最初に関中に入ったものを関中王とし、後から入ったものをその臣とする」という約束をするが、劉邦に先を越された項羽は「あのような男の臣になるために今まで苦労してきたのではない」「ここまでもってきたのは余の力だ」と、それを無視する。項羽は彼を「もとは羊飼い」と内心見下しており、彭城遷都の際に邪魔になってきたとみなし、英布らに命じて殺害する。その亡骸は農民たちに見つけ出され、手厚く葬られる。
宋義
楚の将軍。項梁に「地の利を考え、都を淮西から盱眙に移すべし」と自分の考えを進言し採用される。後に秦の包囲を受けた趙の鉅鹿を救援するための総大将を務めるが、斉と内通していた疑惑が浮上し、副将の項羽に斬られ、息子の宋襄も殺害される。
魏豹
魏の公子で、西魏王。傲慢で猜疑心の強い性格。当初は項羽の論功行賞に不満を持っており、張良の説得に応じて漢につく。劉邦に大元帥に抜擢されるが、睢水の合戦に敗れた後、謹慎の身となる。そして項伯の知り合いで魏豹とも親しい占い師の許負を用いた楚の工作と、敗戦の罪を問われるのではないかという被害妄想に陥り、それを諫言した家臣の周叔を幽閉した挙句に、劉邦に叛旗を翻す。韓信に敗れた後、母親の命乞いにより庶民に落とされる。その後返り咲きを狙って包囲された滎陽を守備する周苛や樅公に降参を勧めたため、怒りに燃えた樅公に斬首される。
後に文帝の母となる彼の妻も登場する。本作では兄（従兄とも）の魏咎との親族関係は触れていない。
韓王
劉邦と張良の関係から、家臣から讒言を受けた項羽に劉邦と内通しているのではないかと疑われて「問答無用」として斬り殺される。韓王に同行していた使者から話を聞いた張良は主君の死を聞いて嘆き悲しみ、復讐の念を抱き野に下る。後に張良は韓王の孫である姫信の擁立を劉邦に進言する。
なお、『史記』では「韓王成」だが作中では名前に触れられず、孫とする「姫信」も実際は彼の族子（おい）の韓王信である。
司馬卬
殷王。はじめは項羽方であったが、韓信の討伐を受ける。やがて韓信の命を受けた樊噲に捕虜されて、劉邦に帰順する。睢水の合戦で項羽に討ち取られる。本作では武臣、張耳の武将で、項羽の都尉であった陳平に降伏したことは触れていない。また、読みは「しばごう」ではなく、「しばこう」とされている。
申陽
河南王で、陸賈の旧主君。劉邦の命で陸賈が申陽に帰順すべく説得するが、項羽に恩義を持っている申陽はこれを拒否する。陸賈は申陽が自分の留守の間家族を庇護していたことへの恩義もあり、それ以上説得できず、使命を忘れて再び申陽の傍らに仕えることになる。まもなく張良の策略で陸賈とともに捕らえられ、劉邦に帰順する。睢水の合戦で項羽に討ち取られる。司馬卬同様に武臣、張耳の武将であったことは触れていない。
趙歇
趙王。鉅鹿で章邯に包囲された際に項羽の救援を受け、寝床から起き上がって戦局を見て陳余に討って出るように指示する場面がある。一時的に項羽により代王に追いやられるも、陳余により趙王となる。優柔不断な飾りもので、漢に敗れた後は何を聞かれても答えないため、打ち首となる。
陳余
章邯に鉅鹿を包囲された際に項羽の救援を受けて、項羽に拝謁する場面がある。後に親友の張耳が項羽によって常山王に封じられ、自分に音沙汰ないことに疑念が生じ、ある日に張耳を襲撃してその一族を皆殺しにし、項羽により代王に追いやられた趙歇を趙王に迎えて、代王となるも部下の夏悦を赴任させる。韓信にその性格について訊かれた張耳に「戦闘には強いが小細工を好まない猪武者」と評され、策略家の李左車との関係は良くない。背水の陣を敷いた韓信に井陘の戦いで敗れ、張耳と一騎討ちとなり討ち取られる。
李左車
井陘の戦いを前に韓信の糧道を断つように趙歇に進言するが陳余の反対にあって入れられず、趙軍は敗北する。捕虜となった李左車は韓信に先生と仰がれ燕、斉平定の方策を請われる。一度は固辞した李左車だが（敗軍の将、兵を語らず）、重ねて教えを乞う韓信に絆され計略を授ける。項羽との決着をつける戦に再び呼び出され、「埋伏の毒」により偽って項羽の配下となり、言葉巧みに出陣するようそそのかし、漢軍の勝利に一役買う。
蒯通
斉の説客だが、燕にいた際、韓信に天下人の器を見出し、配下につく。斉平定時、酈食其の説得により斉が降ったため、侵攻を中止しようとした韓信を翻意させ侵攻を継続させる。斉平定後、斉王となった彼に天下三分の計を説く。しかし陰から劉邦の使者として陸賈が現れて、妨害されたために、韓信のもとを去り、後難を恐れて狂人を装いつついずれかへ消えていく。
田広
斉王。一時は酈食其の説得に応じ漢に降るも、韓信が再び攻撃を開始したため、酈食其を煮殺し、これと敵対することになる。韓信に敗れた後、処刑される。上記の従父田儋との親族関係は触れられていない。
田横
斉の武将。田広の叔父で、甥を補佐する。酈食其を煮殺した後に韓信の討伐を受けて敗走した田広を援助した。韓信が斉を平定した後は行方をくらましている。本作では兄の田栄（田広の父）については、項羽の斉討伐の際、登場人物の台詞やナレーションで触れられるのみで、本人は登場しない。

## 史実との違い
- 彭城の戦いで、『劉邦は息子の劉盈（恵帝）と娘（魯元公主）と一緒に馬車に乗り、夏侯嬰が御者となって楚軍から必死に逃げていた。途中で追いつかれそうになったので、劉邦は車を軽くするために2人の子供を突き落とした。あわてて夏侯嬰が2人を拾ってきた』というエピソードについては全く触れられず、カットされている。これは「劉邦のイメージが悪くなる」と判断した作者の横山による処置である。

- 滎陽の戦いで項羽が手痛い敗北を喫したとの説明があるが、実際は劉邦側の大敗である。
- 樊噲が、韓信が大元帥に推挙された際に嫉妬して異議を申し立てる描写があるが、実際には反対していなかった。
- 李左車が一時期偽って項羽の部下になるが、その事実はない。

## 書誌情報
発売日の順

### 単行本
1. 1991年2月25日 ISBN 4-267-90212-7
2. 1991年4月25日 ISBN 4-267-90213-5
3. 1991年6月25日 ISBN 4-267-90214-3
4. 1991年8月25日 ISBN 4-267-90217-8
5. 1991年10月25日 ISBN 4-267-90220-8
6. 1991年12月25日 ISBN 4-267-90230-5
7. 1992年2月29日 ISBN 4-267-90231-3
8. 1992年4月25日 ISBN 4-267-90232-1
9. 1992年6月25日 ISBN 4-267-90236-4
10. 1992年8月25日 ISBN 4-267-90238-0
11. 1992年10月25日 ISBN 4-267-90239-9
12. 1992年12月25日 ISBN 4-267-90245-3
13. 1993年2月25日 ISBN 4-267-90249-6
14. 1993年4月25日 ISBN 978-4-267-90250-5
15. 1993年6月25日 ISBN 4-267-90253-4
16. 1993年8月25日 ISBN 4-267-90256-9
17. 1993年10月25日 ISBN 4-267-90259-3
18. 1993年12月25日 ISBN 4-267-90262-3
19. 1994年2月25日 ISBN 978-4-267-90264-2
20. 1994年4月25日 ISBN 4-267-90267-4
21. 1994年6月25日 ISBN 4-267-90270-4

### 関連出版
- 渡邉義浩『横山光輝で読む「項羽と劉邦」』潮新書、2023年。ISBN 4267023921